# Cardiff City Football Club (femminile)
Il Cardiff City Football Club è una squadra di calcio femminile gallese della città di Cardiff; fa parte, a livello societario, dell'omonimo club maschile. Milita nella Adran Premier, il massimo livello del campionato gallese di categoria.
Il massimo risultato sportivo ottenuto dalla squadra fu la vittoria del campionato nella stagione 2012-2013, nel quale pur finendo a pari punti con il Cardiff Metropolitan Ladies riuscì a prevalere per la migliore differenza reti. Pertanto ebbe il compito di rappresentare la propria nazione in UEFA Women's Champions League nell'edizione 2013-2014 non riuscendo a superare il girone di qualificazione.

## Palmarès

### Competizioni nazionali
- Campionato gallese: 4

2012-2013, 2022-23, 2023-24, 2024-25

### Altri piazzamenti
- Campionato gallese:

Secondo posto: 2018-2019

## Risultati nelle competizioni UEFA
| Stagione | Competizione     | Fase                     | Avversario | Risultato | Risultato | Risultato |
| Stagione | Competizione     | Fase                     | Avversario | andata    | ritorno   | aggregato |
| -------- | ---------------- | ------------------------ | ---------- | --------- | --------- | --------- |
| 2013-14  | Champions League | gironi di qualificazione | SFK 2000   | 0-3       | 0-3       | 0-3       |
| 2013-14  | Champions League | gironi di qualificazione | NSA Sofia  | 0-2       | 0-2       | 0-2       |
| 2013-14  | Champions League | gironi di qualificazione | Konak      | 0-1       | 0-1       | 0-1       |

## Rosa
| N. |                   | Ruolo | Calciatrice          |
| -- | ----------------- | ----- | -------------------- |
| 1  | Galles (bandiera) | P     | Alesha Mcglynn       |
| 2  | Galles (bandiera) | D     | Siobhan Helen Walsh  |
| 3  | Galles (bandiera) | D     | Lauren Hancock       |
| 4  | Galles (bandiera) | C     | Hannah Daley         |
| 5  | Galles (bandiera) | D     | Mali Summers         |
| 6  | Galles (bandiera) | C     | Emily Jellings       |
| 7  | Galles (bandiera) | A     | Danielle Wilcox      |
| 8  | Galles (bandiera) | C     | Kelly Louise Bourne  |
| 9  | Galles (bandiera) | A     | Alicia Jordan Davies |

| N. |                   | Ruolo | Calciatrice         |
| -- | ----------------- | ----- | ------------------- |
| 10 | Galles (bandiera) | A     | Amy Wathan          |
| 11 | Galles (bandiera) | A     | Hattie Flawn Powell |
| 12 | Galles (bandiera) | D     | Lucy Thomas         |
| 13 | Galles (bandiera) | P     | Victoria Lea Male   |
| 14 | Galles (bandiera) | C     | Rachel Rowe         |
| 15 | Galles (bandiera) | D     | Emma Jones (cap.)   |
| 16 | Galles (bandiera) | D     | Lauren Price        |
| 17 | Galles (bandiera) | A     | Shanelle Edwards    |
| 18 | Galles (bandiera) | C     | Jordan Guard        |